# Heterodermia
Гетеродермія (Heterodermia) — рід грибів родини Physciaceae. Назва вперше опублікована 1868 року.
Гетеродермія прекрасна включена до третього видання Червоної книги України (2009 р.). 

## Галерея

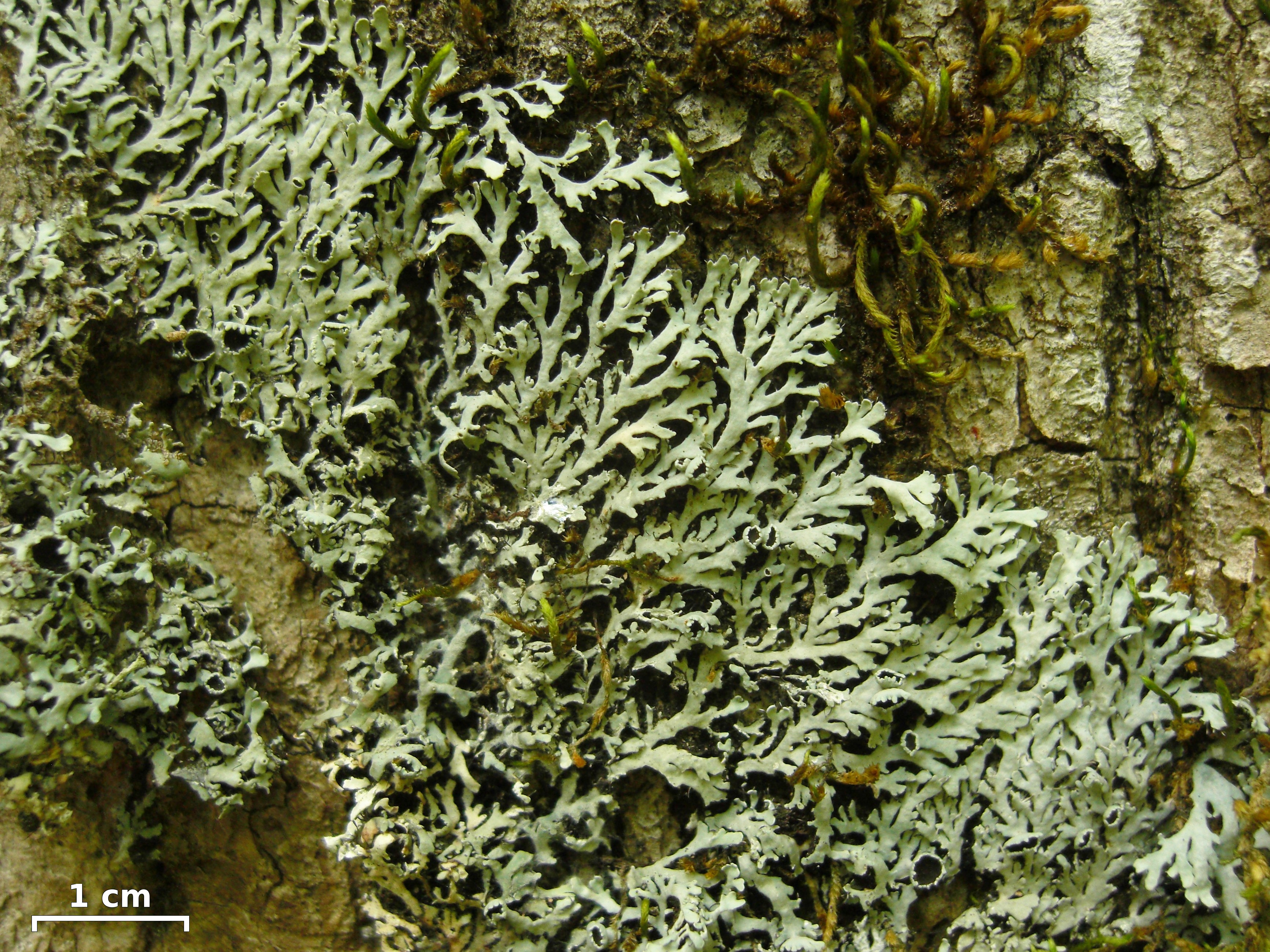
Heterodermia leucomela
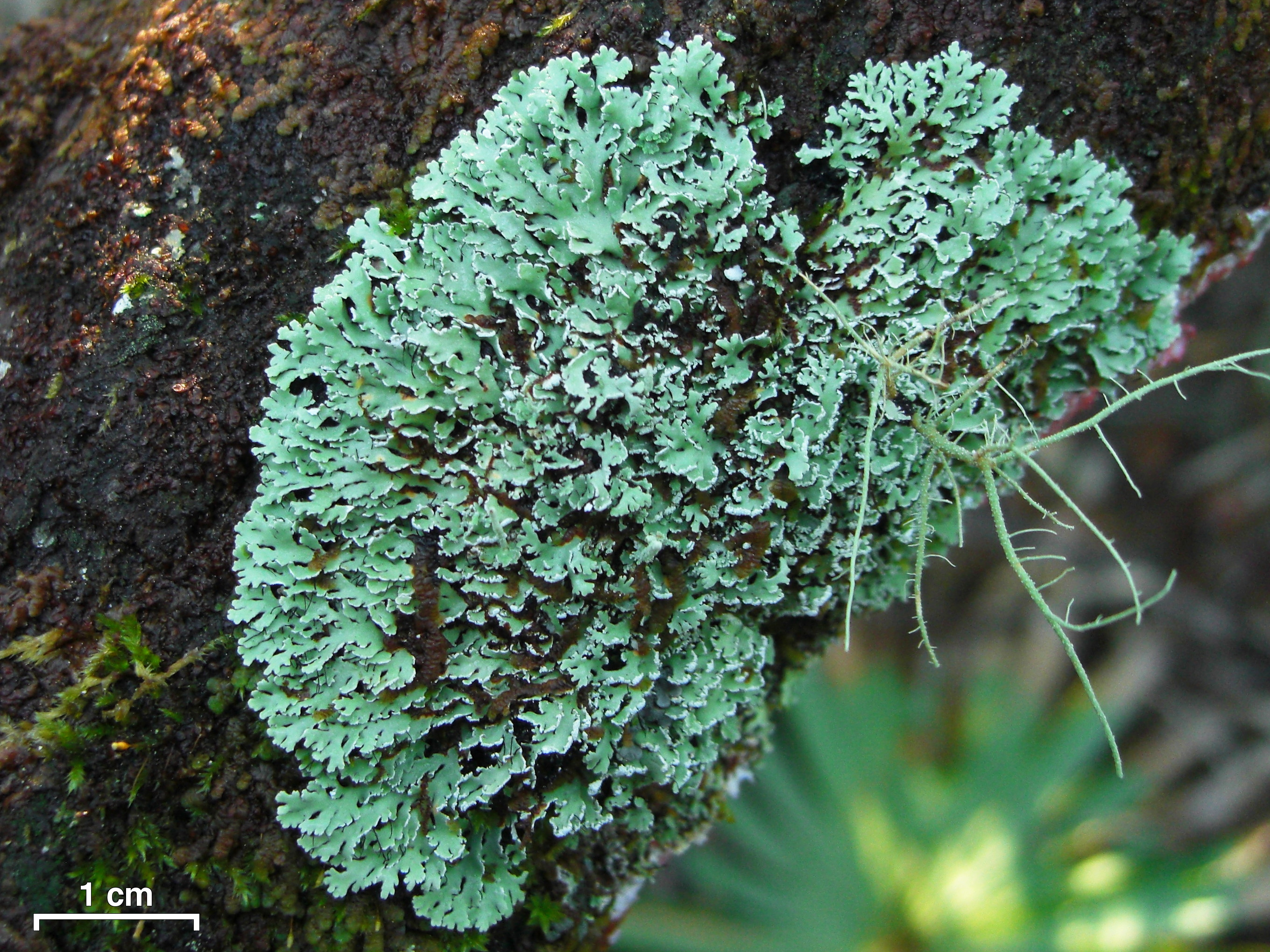
Heterodermia neglecta
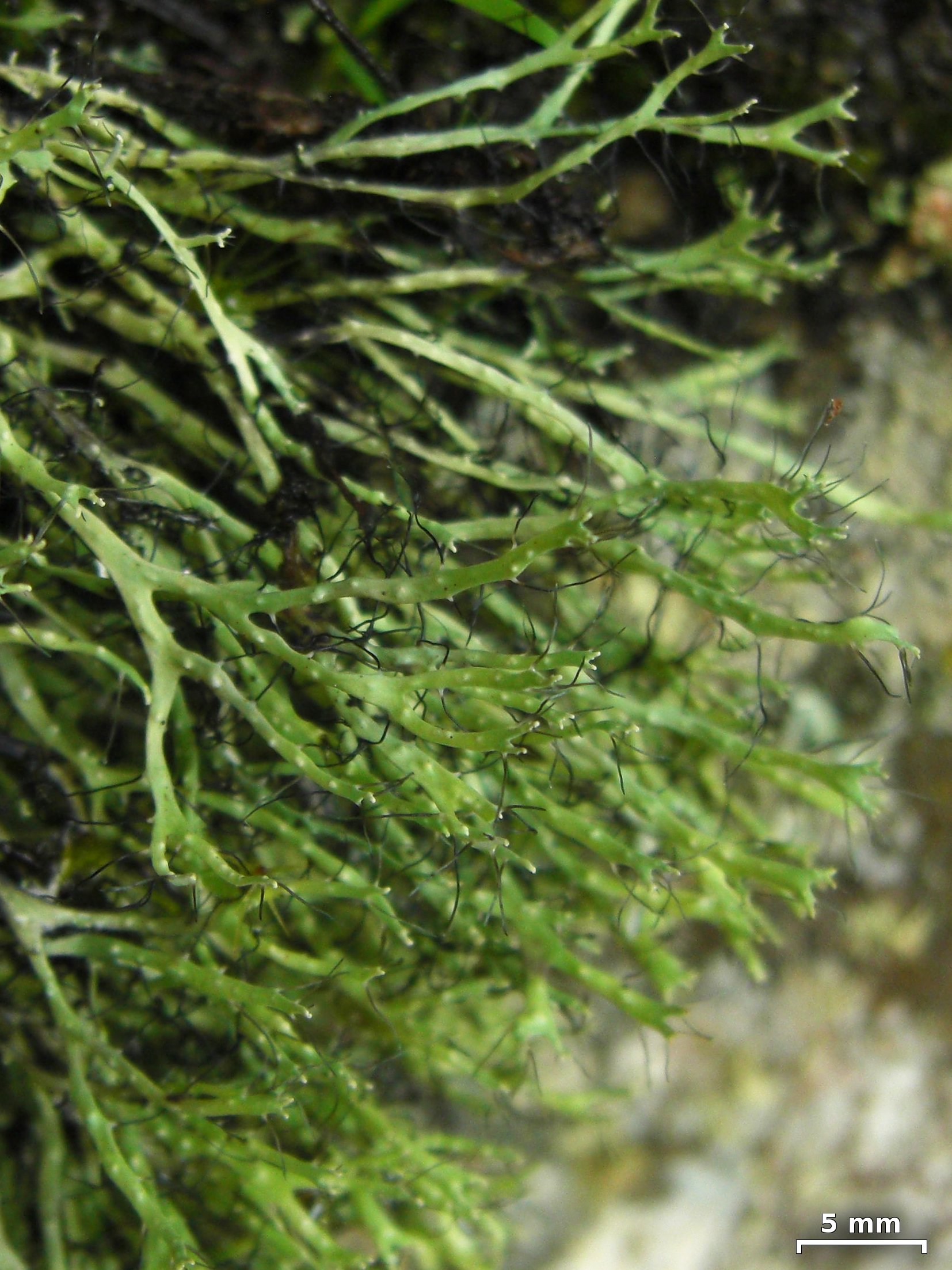
Heterodermia verucifera